# Спытковице (гмина, Новотарский повет)
Спытковице (пол. Spytkowice) — сельская гмина (волость) в Польше, входит как административная единица в Новотаргский повет, Малопольское воеводство. Население — 3975 человек (на 2004 год).

## Демография
| Перепись                       | Всего   | Всего | Женщины | Женщины | Мужчины | Мужчины |
| ------------------------------ | ------- | ----- | ------- | ------- | ------- | ------- |
| Единицы                        | человек | %     | человек | %       | человек | %       |
| Население                      | 3975    | 100   | 1992    | 50,1    | 1983    | 49,9    |
| Плотность населения (чел./км²) | 123,5   | 123,5 | 61,9    | 61,9    | 61,6    | 61,6    |

## Соседние гмины
1. Гмина Быстра-Сидзина
2. Гмина Яблонка
3. Гмина Йорданув
4. Гмина Раба-Выжна